# چارلی کاکس
چارلی توماس کاکس (به انگلیسی: Charlie Cox؛ زادهٔ ۱۵ دسامبر ۱۹۸۲) بازیگر انگلیسی است. او بیشتر به خاطر ایفای نقش «مت مورداک / دردویل» در هفت پروژه از دنیای سینمایی مارول شناخته می‌شود و نقش اصلی را در سریال‌های تلویزیونی دردویل (۲۰۱۵–۲۰۱۸) و دردویل: تولد دوباره (۲۰۲۵–تاکنون) بر عهده داشته است.
کاکس نقش اوون اسلیتر را در فصل‌های دوم و سوم سریال امپراتوری بوردواک شبکه اچ‌بی‌او (۲۰۱۱–۲۰۱۲) و نقش جاناتان هلیر جونز را در فیلم نظریه همه‌چیز (۲۰۱۴) ایفا کرده است. او اخیراً در سریال درام «خویشاوند» شبکه آرتی‌ای (۲۰۲۱–۲۰۲۳) و مینی‌سریال جاسوسی «خیانت» نتفلیکس (۲۰۲۲) به ایفای نقش پرداخته است. نقش برجسته کاکس با بازی در نقش تریستان تورن در فیلم فانتزی گرد ستاره (۲۰۰۷) رقم خورد که یکی از مجموعه نقش‌هایی بود که او در طول دهه اول فعالیت حرفه‌ای خود، عمدتاً در آثار بریتانیایی، ایفا کرد. او سال بعد در احیای نمایش‌های هارولد پینتر، در نقش‌های «عاشق‌پیشه» و «مجموعه‌دار»، اولین حضور خود را در وست اِند تجربه کرد. پس از موفقیت‌هایش در آثار سینمایی و تلویزیونی در دهه ۲۰۱۰، او در سال ۲۰۱۹ در تولید صحنه‌ای نمایشنامه خیانت اثر هارولد پینتر، ابتدا در وست‌اِند و سپس در برادوی، به ایفای نقش پرداخت.

## اوایل زندگی
چارلی کاکس در لندن، انگلستان، زاده شد و در ایست ساسکس بزرگ شد. او فرزند پاتریشا (با نام خانوادگی دوشیزه هارلی) و اندرو فردریک سیفورث کاکس، ناشر، است. کاکس کوچک‌ترین فرزند از پنج فرزند خانواده است و یک برادر و سه خواهر و برادر ناتنی از ازدواج اول پدرش دارد.
کاکس در خانواده‌ای کاتولیک پرورش یافت و در دو مدرسه شبانه‌روزی خصوصی تحصیل کرد: مدرسه اشداون هاوس در روستای فارست رو در ایست ساسکس و مدرسه شربورن در شهر بازاری شربورن در دورست. کاکس در دوران کودکی و نوجوانی به حرفه بازیگری فکر نمی‌کرد و تنها در سال‌های پایانی مدرسه به‌طور جدی به آن علاقه‌مند شد. پس از فارغ‌التحصیلی از مدرسه شربورن در سال ۲۰۰۱، به لندن نقل مکان کرد و سال بعد آموزش خود را در مدرسه تئاتر بریستول اولد ویک آغاز کرد.

## حرفه

### آغاز حرفه (۲۰۰۲–۲۰۰۶)
چارلی کاکس در هجده‌سالگی اولین نقش حرفه‌ای مهم خود را در فیلم هیجان‌انگیز روان‌شناختی «نقطه بزن» که در سال ۲۰۰۳ اکران شد، ایفا کرد. پس از فیلم‌برداری، او در مدرسه تئاتر بریستول اولد ویک ثبت‌نام کرد. در تابستان پس از سال اول تحصیل، نقش لورنزو را در فیلم تاجر ونیزی (۲۰۰۴) با بازی آل پاچینو به دست آورد، که این اقدام برخلاف سیاست مدرسه برای عدم اجازه به دانشجویان برای شرکت در آزمون‌های پروژه‌های خارجی بود. در نتیجه، او تصمیم گرفت به مدرسه بازنگردد و به کار ادامه داد. کاکس در نقش‌های مهمان در تلویزیون و نقش‌های مکمل در فیلم‌هایی مانند درام تاریخی کازانووا (۲۰۰۵) و فیلم علمی‌تخیلی آ برای آندرومدا (۲۰۰۶) محصول بی‌بی‌سی ظاهر شد.

### شهرت در تلویزیون و سینما (۲۰۰۷–۲۰۱۴)
نقش برجسته کاکس با بازی در نقش تریستان تورن در فیلم فانتزی گرد ستاره (۲۰۰۷)، در کنار کلر دینز، رقم خورد. این فیلم نزد منتقدان و مخاطبان جهانی موفق بود و کاکس را به مخاطبان گسترده‌تری معرفی کرد. او سال بعد در نمایش‌های هارولد پینتر، عاشق و مجموعه، در تئاتر امبسدورز لندن اولین حضور خود را در وست اِند تجربه کرد. این نمایش از ۱۵ ژانویه ۲۰۰۸ پیش‌نمایش داشت و در ۲۹ ژانویه به‌طور رسمی افتتاح شد.
کاکس سپس در فیلم سنگ سرنوشت (۲۰۰۸) در نقش ایان همیلتون و درام تاریخی ۱۹۳۹ باشکوه (۲۰۰۹) که در بریتانیا اکران گسترده داشتند، دیده شد. در سال ۲۰۱۰، او نقش اصلی را در نمایش شاهزاده هومبورگ اثر هاینریش فون کلایست در تئاتر دونمار ورهاوس لندن ایفا کرد. در سپتامبر همان سال، نقش دوک کراوبرا، یک اشراف‌زاده همجنس‌گرا، را در قسمت اول سریال درام آی‌تی‌وی، دانتون ابی، بازی کرد. 
در سال ۲۰۱۱، او نقش سنت خوزه‌ماریا اسکریوا را در فیلم آنجا اژدهایان باشند به کارگردانی رولان ژوفه و نقش ایشماعیل را در مینی‌سریال موبی دیک شبکه انکور ایفا کرد. در سال ۲۰۱۱، کاکس برای بازی در نقش اوون اسلیتر، یک مجری ایرلندی مرتبط با آی‌آر‌ای، به سریال اصلی اچ‌بی‌او، امپراتوری بوردواک، به تهیه‌کنندگی مارتین اسکورسیزی، پیوست. این شخصیت در فصل سوم که در سپتامبر ۲۰۱۲ پخش شد، به نقش ثابت تبدیل شد. کاکس به‌عنوان بخشی از گروه بازیگران در سال ۲۰۱۱ برنده جایزه انجمن بازیگران سینما شد و سال بعد نیز نامزد این جایزه شد. 
در سال ۲۰۱۳، او در فیلم مستقل سلام کارتر و تریلر جنگ سرد بی‌بی‌سی، میراث، بازی کرد. همچنین در دو پایلوت تولیدی شبکه سی‌بی‌اس که به تولید نرسیدند، نقش اصلی را داشت: درام سیاسی مقررشده در فوریه ۲۰۱۳ و یک سریال بدون عنوان درباره وال استریت به تهیه‌کنندگی اجرایی جان کیوساک در فوریه ۲۰۱۴.در اواخر ۲۰۱۳، فیلم‌برداری فیلم نظریه همه‌چیز آغاز شد که کاکس در آن نقش جاناتان هلیر جونز، دومین همسر جین هاوکینگ، را ایفا کرد. این فیلم در سپتامبر ۲۰۱۴ در جشنواره بین‌المللی فیلم تورنتو به نمایش درآمد و در جایزه اسکار ۲۰۱۵ نامزد بهترین فیلم شد.

### دردویل (۲۰۱۵–۲۰۱۸)
کاکس نقش مت مورداک را در سریال دردویل مارول و مینی‌سریال تیمی مدافعان (۲۰۱۷)، تولید و منتشرشده توسط نتفلیکس، ایفا کرد. عملکرد او مورد تحسین قرار گرفت و جایزه موفقیت هلن کلر را از بنیاد آمریکایی برای نابینایان دریافت کرد.

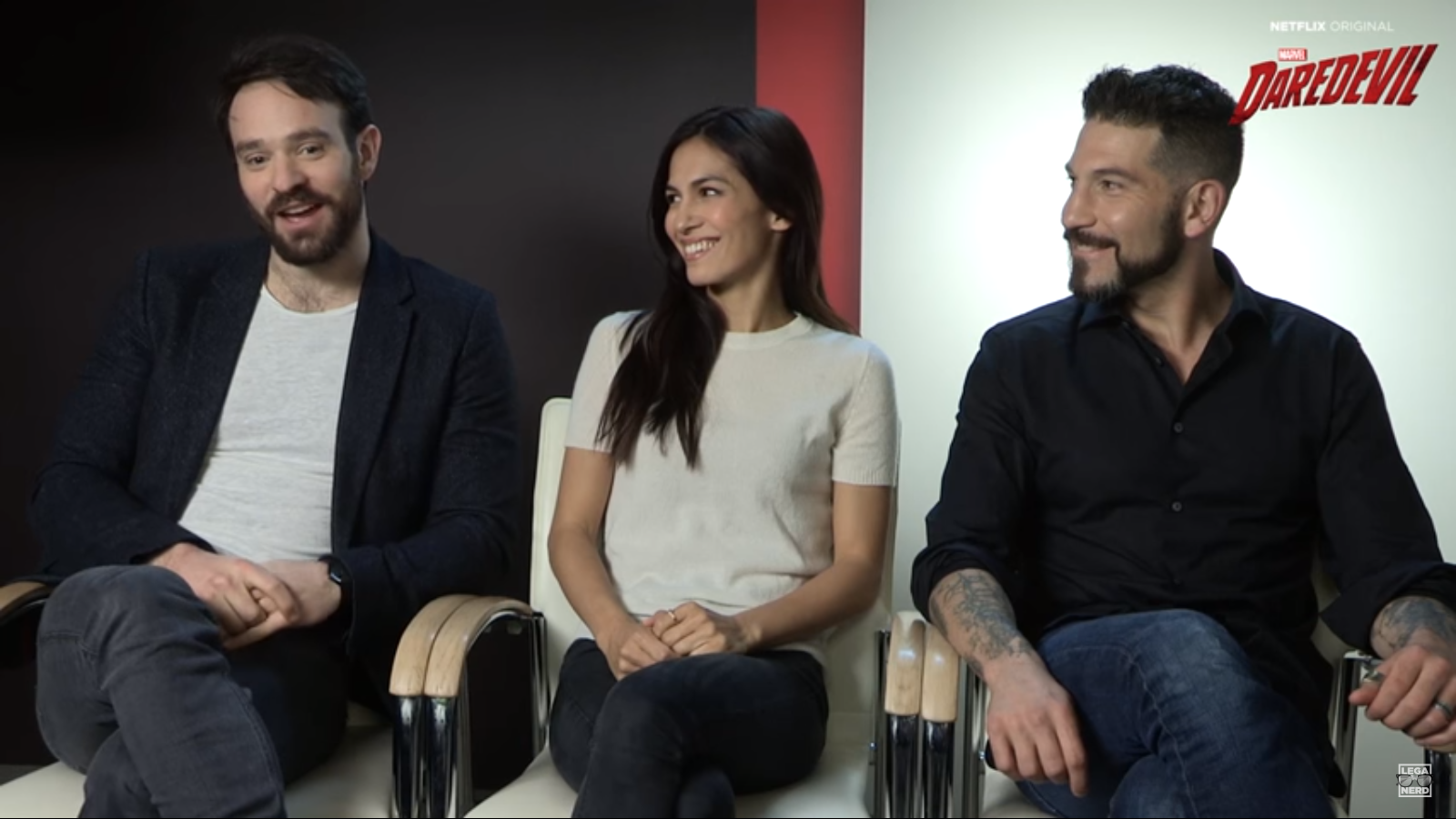
کاکس در کنار هم‌بازی‌هایش در دردویل، الودی یونگ و جان برنثال، در سال ۲۰۱۶

در مه ۲۰۱۴ اعلام شد که کاکس این نقش را به دست آورده است، و بعداً گزارش شد که مارول از سال ۲۰۱۲ او را برای این نقش در نظر داشت. تولید فصل اول در تابستان ۲۰۱۴ آغاز شد و در آوریل ۲۰۱۵ در نتفلیکس به نمایش درآمد. این سریال سه فصل داشت و طی چهار سال تا اواخر ۲۰۱۸ تولید شد. در سال‌های بعد، کاکس ابراز علاقه کرد که نقش را در پروژه‌ای آینده تکرار کند و به تعهدات قراردادی خود با مارول استودیوز اشاره کرد.
بین فیلم‌برداری فصل‌های دردویل، کاکس اولین حضور تئاتری خود در نیویورک را با بازی در نمایش ناشناس در باشگاه تئاتر منهتن تجربه کرد. در اواخر ۲۰۱۷، اعلام شد که او به فیلم هیجان‌انگیز برهنه‌شده به تهیه‌کنندگی لورنزو دی بوناونتورا، که فیلم گرد ستارهرا نیز تهیه کرده بود، پیوسته است، اما این پروژه تولید نشد. او همچنین در فیلم پادشاه دزدان (۲۰۱۸) در کنار مایکل کین، جیم برادبنت، ری وینستون و دیگران بازی کرد که بر اساس داستان واقعی سرقت جواهرات هاتن گاردن در لندن در سال ۲۰۱۵ ساخته شد. این فیلم او را دوباره با جیمز مارش، کارگردان نظریه همه‌چیز، متحد کرد.

### پروژه‌های جدید (۲۰۱۹–۲۰۲۱)
پس از پایان ناگهانی دردویل، کاکس در کنار تام هیدلستون و زاوه اشتون در تولید وست اِند نمایشنامه خیانت اثر هارولد پینتر بازی کرد که از ۱۴ مارس تا ۸ ژوئن ۲۰۱۹ اجرا شد. کارگردان این نمایش، جیمی لوید، که پیش‌تر در سال ۲۰۰۸ نمایش عاشق و مجموعه را با کاکس کارگردانی کرده بود، او را برای این نقش انتخاب کرد. نمایش خیانت با همان گروه بازیگران به برادوی منتقل شد و برای دوره‌ای ۱۷ هفته‌ای از ۱۴ اوت تا ۸ دسامبر ۲۰۱۹ اجرا شد.
در این دوره، کاکس در پروژه‌های دوستانش نیز مشارکت کرد؛ در اواخر ۲۰۱۸ در فیلم کوتاه گره به کارگردانی ربکا شواب، سرپرست فیلمنامه دردویل و مدافعان، بازی کرد و در سال ۲۰۱۹ در یک اپیزود از برنامه اینترنتی آثار و نایاب‌ها متعلق به دبورا آن ول، هم‌بازی‌اش در دردویل، که بر اساس سیاه‌چال‌ها و اژدهایان بود، ظاهر شد.
در پاییز ۲۰۲۰، کاکس فیلم‌برداری سریال جنایی کین شبکه آرتی‌ای در دوبلین را آغاز کرد که در آن با آیدان گیلن، کلر دان، ماریا دویل کندی، کیران هایندز، و امت اسکنلان هم‌بازی بود. ین سریال هشت‌قسمتی در ۹ سپتامبر ۲۰۲۱ در ای‌ام‌سی پلاس در آمریکا و کانادا و در ۱۲ سپتامبر ۲۰۲۱ در آرتی‌ای در ایرلند منتشر شد. فصل دوم این سریال در سال ۲۰۲۳ پخش شد.

### بازگشت به دردویل (۲۰۲۲–تاکنون)
در دسامبر ۲۰۲۱، کوین فایگی، رئیس مارول استودیوز، تأیید کرد که کاکس نقش دردویل را در تولیدات دنیای سینمایی مارول تکرار خواهد کرد، اما اولین پروژه او در آن زمان مشخص نبود. اولین حضور او در مرد عنکبوتی: راهی به خانه نیست (۲۰۲۱) بود که در آن مت مورداک به پیتر پارکر برای اتهام قتل میستریو مشاوره حقوقی می‌دهد در ژوئیه ۲۰۲۲، تأیید شد که او در سریال‌های دیزنی پلاس، شی‌هالک: وکیل دادگستری (۲۰۲۲) و اکو (۲۰۲۴)، نقش دردویل را تکرار می‌کند. در سال ۲۰۲۵، او در سریال احیاشده خود، دردویل: تولد دوباره (۲۰۲۵–تاکنون)، بازی کرد و صدای شخصیت را در سریال انیمیشن مرد عنکبوتی محله‌پسند شما ارائه داد. در اوت ۲۰۲۴، فایگی تأیید کرد که دردویل: تولد دوباره برای فصل دوم تمدید شده است و کاکس اعلام کرد که فیلم‌برداری از مارس ۲۰۲۵ آغاز خواهد شد.
کاکس همچنین در مینی‌سریال درام جاسوسی بریتانیایی خیانت بازی کرد که در ۲۶ دسامبر ۲۰۲۲ در نتفلیکس منتشر شد.
زندگی شخصی در سپتامبر ۲۰۱۸، چارلی کاکس با سامانتا توماس، معاون اجرایی ارشد تلویزیون بران، ازدواج کرد که از او یک دختر و یک پسر دارد. در زمان ازدواج، هر دو برای مارول تله‌ویژن کار می‌کردند، جایی که توماس معاون برنامه‌ریزی اصلی بود و کاکس در دردویل بازی می‌کرد. خانواده آن‌ها در کنتیکت زندگی می‌کند. کاکس پیش‌تر در نیویورک، لس‌آنجلس، و محله‌های چلسی و هایبوری لندن اقامت داشت. او طرفدار فوتبال و حامی باشگاه فوتبال آرسنال است.در ژانویه ۲۰۲۵، کاکس از طریق تابعیت به شهروندی آمریکا دست یافت و اکنون شهروند دوگانه بریتانیا و ایالات متحده است.

## فیلم شناسی

### فیلم
| سال  | عنوان                                      | نقش                | یادداشت‌ها         |
| ---- | ------------------------------------------ | ------------------ | ----------------- |
| ۲۰۰۳ | نقطهٔ حرف i                                 | تئو                |                   |
| ۲۰۰۴ | تاجر ونیزی                                 | لورنزو             |                   |
| ۲۰۰۵ | کارهایی که باید قبل از ۳۰ سالگی انجام دهید | دنی                |                   |
| ۲۰۰۵ | کازانووا                                   | جیووانی برونی      |                   |
| ۲۰۰۶ | تایرنت لو بلانک                            | دیافیبس            |                   |
| ۲۰۰۷ | گرد ستاره                                  | تریستن ثورن        |                   |
| ۲۰۰۸ | هری، هنری و فاحشه                          | هری                | فیلم کوتاه        |
| ۲۰۰۸ | سنگ سرنوشت                                 | ایان همیلتون       |                   |
| ۲۰۰۹ | مرد درشت هیکل                              | چاک                | فیلم کوتاه        |
| ۲۰۰۹ | کامل                                       | پال                | فیلم کوتاه        |
| ۲۰۰۹ | ۳۹ باشکوه                                  | لارنس              |                   |
| ۲۰۱۱ | جای اژدها                                  | خوزه ماریا اسکریوا |                   |
| ۲۰۱۱ | نانسی، سْید و سِرجیو                         | سرجیو              | فیلم کوتاه        |
| ۲۰۱۲ | یک صبح آفتابی                              | آدام               | فیلم کوتاه        |
| ۲۰۱۳ | سلام کارتر                                 | کارتر              |                   |
| ۲۰۱۴ | نظریه همه‌چیز                               | جاناتان هلیر جونز  |                   |
| ۲۰۱۴ | ناگفته‌های دراکولا                          | کالیگولا           | صحنه‌های بریده شده |
| ۲۰۱۷ | محلی‌ها را بخورید                           | هنری               |                   |
| ۲۰۱۸ | پادشاه دزدان                               | بیزل               |                   |
| ۲۰۲۱ | مرد عنکبوتی: راهی به خانه نیست             | مت مورداک / دردویل |                   |

### تلویزیون
| سال       | عنوان             | نقش                | یادداشت‌ها                                   |
| --------- | ----------------- | ------------------ | ------------------------------------------- |
| ۲۰۰۲      | قاضی جان دید      | معاون جوان         | قسمت: «کودک همه»                            |
| ۲۰۰۶      | لوئیس             | دنی گریفون         | فرضیه قسمت آزمایشی                          |
| ۲۰۰۶      | آ برای آندرومدا   | دنیس بریجر         | فیلم تلویزیونی                              |
| ۲۰۱۰      | دانتون ابی        | دوک کرابرو         | قسمت: «۱٫۱»                                 |
| ۲۰۱۱      | موبی دیک          | اسماعیل            | مینی سریال؛ ۲ قسمت                          |
| ۲۰۱۱–۲۰۱۲ | امپراتوری بوردواک | اوون اسلیتر        | نقش اصلی (فصل 3)، پشتیبانی (فصل 2)؛ 23 قسمت |
| ۲۰۱۳      | سفارش شده         | تام رایلی          | قسمت اول پخش‌نشده                            |
| ۲۰۱۳      | میراث             | چارلز تروگود       | قسمت اول پخش‌نشده                            |
| ۲۰۱۵–۲۰۱۸ | دردویل            | مت مورداک / دردویل | نقش اصلی؛ ۳۹ قسمت                           |
| ۲۰۱۷      | مدافعان           | مت مورداک / دردویل | مینی سریال؛ نقش اصلی؛ ۸ قسمت                |
| ۲۰۲۱      | Kin               |                    | پس تولید                                    |
| ۲۰۲۳      | شی‌هالک            | مت مورداک/دردویل   | کامئو                                       |

### تئاتر
| سال  | عنوان                    | نقش                                                                          | مکان                                            | یادداشت              |
| ---- | ------------------------ | ---------------------------------------------------------------------------- | ----------------------------------------------- | -------------------- |
| ۲۰۰۵ | افسوس که او یک فاحشه است | جیووانی                                                                      | ساوث‌وارک پلی‌هاوس: ۲۸ سپتامبر - ۲۲ اکتبر ۲۰۰۵    | تولید لندن           |
| ۲۰۰۸ | عاشق/کلکسیون             | جان / بیل                                                                    | تئاتر امباسادورز: ۱۵ ژانویه - ۳ مه ۲۰۰۸         | احیای تئاتر وست اند  |
| ۲۰۱۰ | شاهزاده هامبورگ          | شاهزاده هامبورگ                                                              | دونمار ورهاوس:۲۲ ژوئیه - ۴ سپتامبر ۲۰۱۰         | آف-وست اند پروداکشنز |
| ۲۰۱۶ | ناشناس Incognito         | هنری مزون، مایکل ولف، هانس آلبرت انیشتین، بن مورفی، فردی مایرز، گرگ باراکلاف | تئاتر منهتن: ۳ مه - ۱۰ ژوئیه ۲۰۱۶               | تولید اصلی آف برادوی |
| ۲۰۱۹ | خیانت                    | جری                                                                          | تئاتر هارولد پینتر: ۵ مارس - ۸ ژوئن ۲۰۱۹        | وست اند              |
| ۲۰۱۹ | خیانت                    | جری                                                                          | تئاتر برنارد بی. جیکوبز: ۱۴ اوت - ۸ دسامبر ۲۰۱۹ | تئاتر برادوی         |